# Joseph Mawle
Joseph Mawle es un actor inglés, más conocido por haber interpretado a Dean Whittingham en la película Soundproof y a Benjen Stark en la serie Game of Thrones.

## Biografía
Es hijo de Richard Mawle.
Joseph es parcialmente sordo, después de haber perdido la audición debido a un virus a los 16 años.
En 2002 se graduó del "Bristol Old Vic Theatre School".

## Carrera
En el 2002 fue el personaje principal del comercial irlandés Hurling de Guinness.
En el 2006 apareció en la película Soundproof donde interpretó a Dean Whittingham, un hombre profundamente sordo que es acusado por el asesinato de su intérprete de lenguaje de señas Chris Groves (Neil Stuke).
En 2008 protagonizó la miniserie "The Passion" en la que interpreta a Jesús de Nazaret.
En el 2011 apareció como personaje recurrente en la primera temporada de la popular serie Game of Thrones donde interpretó al líder de los exploradores de la Guardia: Benjen Stark, el hermano de Eddard Stark (Sean Bean), Brandon y Lyanna Stark, y tío de Robb Stark (Richard Madden), Sansa Stark (Sophie Turner), Arya Stark (Maisie Williams), Bran Stark (Isaac Hempstead Wright), Rickon Stark (Art Parkinson) y Jon Snow (Kit Harington).
Ese mismo año interpretó al portero del recinto Edward Judd en la película The Awakening.
En el 2012 se unió al elenco de la miniserie Birdsong donde dio vida a Jack Firebrace, un hombre de clase obrera quien encuentra y salva a Stephen Wraysford (Eddie Redmayne) después de que este fuera herido por zapadores alemanes.
Ese mismo año apareció en la película Abraham Lincoln: Vampire Hunter donde interpretó a Thomas Lincoln, el padre de Abraham Lincoln (Benjamin Walker). También apareció en la película The Cold Light of Day donde dio vida a Gorman, el asesino a sueldo de la corrupta oficial de la CIA Jean Carrick (Sigourney Weaver).
En el 2013 apareció como personaje recurrente en la primera temporada de la serie The Tunnel donde interpretó al trabajador social Stephen Beaumont (Ed Skrein), quien se suicidó después de admitir el asesinato del proxeneta Anthony Walsh, a quien atacó luego de haber metido a su hermana Suze Beaumount (Keeley Hawes) en las drogas.
Ese mismo año apareció en la segunda temporada de la serie Ripper Street donde interpretó al detective inspector de la policía Jedediah Shine.
En el 2015 apareció como invitado en la serie Sense8 donde interpretó a Nyx, un traficante de drogas.

## Filmografía

### Televisión
| Año             | Título                                        | Personaje                 | Notas                                   |
| --------------- | --------------------------------------------- | ------------------------- | --------------------------------------- |
| 2024            | Mary & George                                 | Sir Walter Raleigh        |                                         |
| 2023            | 1923                                          | Capitán Shipley           | Temporada 1, episodios 6 y 7            |
| 2022            | El Señor de los Anillos: los Anillos de Poder | Adar                      | Primera temporada                       |
| 2019            | MotherFatherSon                               | Scott Ruskin              |                                         |
| 2018            | Troya: La caída de una ciudad                 | Odiseo                    | 8 episodios                             |
| 2011, 2016-2017 | Game of Thrones                               | Benjen Stark              | 6 episodios                             |
| 2015            | The Last Panthers                             | Michael                   | 2 episodios                             |
| 2015            | Sense8                                        | Nyx                       | 2 episodios                             |
| 2013            | Ripper Street                                 | Det. Insp. Jedediah Shine | 4 episodios                             |
| 2013            | The Tunnel                                    | Stephen Beaumont          | 5 episodios                             |
| 2012            | Birdsong                                      | Jack Firebrace            | 2 episodios - miniserie                 |
| 2010            | Agatha Christie's Poirot                      | Antonio Foscarelli        | episodio "Murder on the Orient Express" |
| 2009            | Merlin                                        | Alvarr                    | episodio "The Witch's Quickening"       |
| 2009            | Waking the Dead                               | Stefan Koscinski          | 2 episodios                             |
| 2008            | Foyle's War                                   | Fred Dawson               | episodio "Broken Souls"                 |
| 2006            | Silent Witness                                | Adrian Burney             | 2 episodios                             |

### Cine
| Año  | Título                          | Personaje         | Notas |
| ---- | ------------------------------- | ----------------- | --- |
| 2019 | Mr Jones                        | George Orwell     | junto a James Norton, Vanessa Kirby, Peter Sarsgaard, Kenneth Cranham y Celyn Jones                      |
| 2015 | Kill your friends               | Steven Stelfox    | junto a Nicholas Hoult, Craig Roberts, Tom Riley y Georgia King.                                         |
| 2015 | In the Heart of the Sea         | Benjamin Lawrence | junto a Chris Hemsworth, Cillian Murphy, Brendan Gleeson, Ben Whishaw, Michelle Fairley y Jordi Mollà    |
| 2015 | The Hallow                      | Adam Hitchens     | junto con Bojana Novakovic, Michael McElhatton y Michael Smiley                                          |
| 2014 | Twelve                          | Stuart            | |
| 2013 | Half of a Yellow Sun            | Richard           | |
| 2012 | Shell                           | Pete              | junto a Chloe Pirrie, Tam Dean Burn, Iain De Caestecker y Kate Dickie                                    |
| 2012 | Abraham Lincoln: Vampire Hunter | Thomas Lincoln    | junto a Benjamin Walker, Dominic Cooper, Anthony Mackie, Mary E. Winstead, Rufus Sewell y Marton Csokas  |
| 2012 | The Cold Light of Day           | Gorman            | junto a Henry Cavill, Verónica Echegui, Bruce Willis, Sigourney Weaver, Caroline Goodall y Emma Hamilton |
| 2011 | The Awakening                   | Edward Judd       | junto a Rebecca Hall, Dominic West, Imelda Staunton, Richard Durden y John Shrapnel                      |
| 2009 | Heartless                       | Papa B            | junto con Jim Sturgess, Noel Clarke, Clémence Poésy, Eddie Marsan y Timothy Spall.                       |
| 2008 | Lezione 21                      | Músico            | |
| 2006 | Soundproof                      | Dean Whittingham  | junto a Susan Lynch, Joanna Dunbar, Brendan Coyle, Neil Stuke, Michael Colgan y Eve Myles                |

### Apariciones
| Año  | Título               | Notas  |
| ---- | -------------------- | ------ |
| 2012 | Words of the Titanic | lector |

### Teatro
| Año  | Obra                            | Personaje | Director (a) | Teatro                  | Notas |
| ---- | ------------------------------- | --------- | ------------ | ----------------------- | ----- |
| 2008 | The Last Days of Judas Iscariot | -         | -            | Almeida Theatre         | -     |
| 2005 | Anthony and Cleopatra           | Phil      | -            | Royal Exchange Theatre  | -     |
| 2004 | Love and Understanding          | Richie    | -            | -                       | -     |
| 2003 | Hamlet                          | Laertes   | -            | Nuffield Theatre        | -     |
| 2003 | Troilus and Cressida            | -         | -            | Tobacco Factory Theatre | -     |
| 2003 | As You Like It                  | -         | -            | Tobacco Factory Theatre | -     |

## Premios y nominaciones
| Año  | Categoría                      | Premio               | Series/Películas | Resultado |
| ---- | ------------------------------ | -------------------- | ---------------- | --------- |
| 2012 | Best Supporting Actor          | BAFTA TV Award       | Birdsong         | Nominado  |
| 2007 | Breakthrough Award - On Screen | RTS Television Award | Soundproof       | Nominado  |